# Ekallatum
Ekallatum est une ville antique de Haute Mésopotamie. Son emplacement exact n'a pas été identifié, mais on la situe sur le cours du Tigre, sans doute au nord d'Assur (le site de Tell Haykal a été souvent proposé, sans assurance).

## Histoire
Ekallātum (dont le nom signifie « les palais »), est la capitale d'une dynastie amorrite, parente de celle de Babylone, importante aux XIXe siècle av. J.-C. et XVIIIe siècle av. J.-C., période pour laquelle l'histoire de la Haute-Mésopotamie est documentée par les archives de Mari.
Son premier roi qui nous soit connu est Ila-kabkabu (en), qui semble être entré en conflit avec le roi Yaggid-Lim (en) de Mari. Son fils Samsî-Addu (Shamshi-Adad), qui monte sur le trône vers 1810, poursuit ce conflit et tente de s'étendre vers la vallée du Khabur, où il est arrêté par le roi Yahdun-Lîm, le fils de Yaggid-Lim. Il subit ensuite une défaite face au roi Naram-Sin d'Eshnunna (de), qui provoque sa fuite à Babylone, d'où il revient une fois que le roi d'Eshnunna a évacué la région. S'ensuit une série de victoires militaire de Samsi-Addu, qui s'empare de tout le nord mésopotamien, et fonde ce que les historiens appellent le royaume de Haute-Mésopotamie. Il installe sa propre capitale à Tell Leilan (Shubat-Enlil), et confie Ekallātum à son fils aîné Ishme-Dagan (son autre fils Yasmah-Addu étant placé sur le trône de Mari). Celui-ci se révèle un roi porté sur l'action militaire, mais une fois son père mort, vers 1775, il s'avère incapable de maintenir le royaume de celui-ci. Il parvient néanmoins à garder Ekallātum, tandis que son frère perd Mari et est tué.
Le règne d'Ishme-Dagan est chaotique. Incapable de restaurer la puissance de sa ville malgré de nombreuses tentatives, il fait face aux visées des rois voisins sur sa région, notamment Zimrî-Lîm de Mari. Quand les Élamites prennent Ekallātum vers 1765, il se réfugie chez son allié traditionnel, Hammurabi de Babylone, qui l'aide à remonter sur le trône. Dès lors, Ekallātum devient vassale du roi de Babylone, qui place toute la Mésopotamie sous sa coupe. À la mort d'Ishme-Dagan, son fils Mut-Ashkur lui succède. C'est le dernier roi d'Ekallātum qui soit connu, cette ville disparaissant par la suite de l'histoire mésopotamienne.